# 民主革命党 (パナマ)
民主革命党（みんしゅかくめいとう、Partido Revolucionario Democrático、略称：PRD）は、パナマで1979年に結成された民族的な左派政党である。当時パナマを支配していたオマル・トリホス将軍の与党として結成された。社会主義インターナショナルに加盟している。
トリホス将軍はパナマ運河の返還やキューバとの関係強化など民族主義的・左翼的色彩の強い政策を行っており、民主革命党の政策も当初はそれに準ずるものであった。しかし、1981年にトリホス将軍が不可解な飛行機事故で死去して以降、後継者となったマヌエル・ノリエガ将軍がアメリカ合衆国の保守派との妥協・取引を進めるとともに、民主革命党も急激に保守化していった。ところが1989年にはノリエガとアメリカ合衆国との対立が激化し、パナマ侵攻に至る。ノリエガ将軍は逮捕され、民主革命党も政権から排除される。
しかしその後、1994年にエルネスト・ペレス・バジャダレスが民主革命党から大統領に当選した。1999年の大統領選では政権を失うが、2004年の大統領選でオマル・トリホス将軍の子供であるマルティン・トリホスが民主革命党から立候補し、当時圧倒的な得票で当選した。ただし、オマル・トリホス将軍の時代と比べると、民主革命党の政策は穏健化している。